# Svenska kyrkans generalsekreterare
Svenska kyrkans generalsekreterare har sedan 1984 funnits knuten till Kyrkostyrelsen och dess föregångaren Svenska kyrkans centralstyrelse.
I gällande arbetsordning för kyrkostyrelsen beskrivs generalsekreterarens roll i organisationen. Generalsekreteraren är chef för Kyrkokansliet och ansvarar för kansliets verksamhet och personal. Generalsekreteraren ska i särskild ordning meddela de ytterligare bestämmelser som behövs om kyrkokansliets organisation och formerna för kyrkokansliets verksamhet. Generalsekreteraren ska särskilt beakta kraven på god hushållning och att kyrkokansliets verksamhet fortlöpande ska följas upp och prövas. Generalsekreteraren ska fortlöpande rapportera till kyrkostyrelsen om det ekonomiska läget för den nationella nivån. Särskilda rapporter ska lämnas per 30 april, 31 augusti och 31 december årligen. I kyrkostyrelsens arbetsordning får generalsekreteraren delegation att fatta beslut om löpande verksamhet och förvaltning samt i ett flertal andra frågor.

## Lista över generalsekreterare
| Nr | Generalsekreterare   | Tillträdde   | Avgick           | Kommentarer | Noter                |
| -- | -------------------- | ------------ | ---------------- | --- | -------------------- |
| 1  | Sture Johansson      | 1984         | 1987             | Förste innehavare. | [ 3 ] [ 4 ]          |
| 2  | Sören Ekström        | 1987         | 1999             | | [ 5 ]                |
| 3  | Leni Björklund       | 1999         | 2002             | Anställdes vid Svenska kyrkans centralstyrelse; övergick till att bli den första generalsekreteraren vid Kyrkostyrelsen år 2000. Lämnade uppdraget för att bli försvarsminister. | [ 3 ] [ 6 ] [ 7 ]    |
| 4  | Lars Friedner        | 2004         | 11 november 2010 | Avgick med omedelbar verkan, efter konflikt om ett personalärende samt Friedners förtroende hos ärkebiskopen och kyrkostyrelsen.                                                 | [ 8 ] [ 9 ]          |
| 5  | Helén Ottosson Lovén | 16 juni 2011 | juni 2024        | Tillförordnad från november 2011, därförinnan ekonomi- och finanschef vid Kyrkokansliet.                                                                                         | [ 10 ] [ 11 ] [ 12 ] |
| 6  | Camilla Asp          | 2024         | nuvarande        | | [ 13 ] [ 14 ]        |